# Personer i Sverige födda i Polen
Till personer i Sverige födda i Polen räknas personer som är folkbokförda i Sverige och som har sitt ursprung i Polen. Enligt Statistiska centralbyrån fanns det 2022 i Sverige sammanlagt cirka 98 400 personer födda i Polen. 2019 bodde det i Sverige sammanlagt 141 783 personer som antingen själva var födda i Polen eller hade minst en förälder som var det. Vidare utgör polska byggjobbare i Sverige den största gruppen utländska arbetstagare som tillfälligt uppehåller sig i landet.

## Historik
Befolkningsutbyte mellan Sverige och Polen har pågått under lång tid, och under 1800-talet befann sig fler svenskar i Polen än det fanns polacker i Sverige.[källa behövs]

### Första världskriget
Under första världskriget flyttade ett stort antal polacker till det neutrala Sverige. 

### Andra världskriget
Under andra världskriget lyckades ett mindre antal polacker fly till Sverige. I krigets slutskede evakuerades cirka 8 000 polska medborgare från koncentrationsläger i Nazityskland till Sverige.
Efter andra världskriget infördes hårda utreseregler i Polen. De lättades upp under 1970-talet och emigrationen började öka något.

### Kommunistiska regimen
Under demokratirörelsen Solidaritets kamp mot den kommunistiska regimen 1980–1981 beviljades tusentals polacker asyl och uppehållstillstånd i Sverige.

### Polens inträde i denEuropeiska unionen
Sedan Polens inträde i den Europeiska unionen den 1 maj 2004 har antalet personer födda i Polen som är folkbokförda i Sverige mer än dubblerats. Det har framför allt möjliggjorts av den fria rörligheten inom den Europeiska unionen. Många har framför allt invandrat till Sverige av arbetskraftsskäl. Även bättre lönevillkor och en ökad levnadsstandard har motiverat allt fler polacker att emigrera till Sverige.

## Statistik
Den 31 december 2015 fanns 85 517 personer i Sverige som var födda i Polen, varav 38 610 män (45,15 %) och 46 907 kvinnor (54,85 %). Motsvarande siffra för den 31 december 2000 var 40 123, varav 13 814 män (34,43 %) och 26 309 kvinnor (65,57 %).
Den 31 december 2015 fanns 50 381 personer i Sverige som saknade svenskt medborgarskap men hade polskt medborgarskap, varav 26 756 män (53,11 %) och 24 075 kvinnor (46,89 %).

### Åldersfördelning
Siffror från Statistiska centralbyrån enligt den 31 december 2015:
| År               | Antal  | %       |
| ---------------- | ------ | ------- |
| 31 december 2015 |        |         |
| 0–14 år          | 5 912  | 6,91 %  |
| 15–24 år         | 7 114  | 8,32 %  |
| 25–54 år         | 48 977 | 57,27 % |
| 55–64 år         | 13 058 | 15,27 % |
| 65+ år           | 10 456 | 12,23 % |

### Antal svenskar med polsk bakgrund
Den 31 december 2019 fanns utöver de 93 722 personerna som var födda i Polen 48 061 personer som var födda i Sverige men hade polsk bakgrund eller ursprung, enligt Statistiska centralbyråns definition:
- Personer födda i Sverige med båda föräldrarna födda i Polen: 16 286
- Personer födda i Sverige med fadern född i Polen och modern i ett annat utländskt land: 2 084
- Personer födda i Sverige med modern född i Polen och fadern i ett annat utländskt land: 5 813
- Personer födda i Sverige med fadern född i Polen och modern i Sverige: 7 800
- Personer födda i Sverige med modern född i Polen och fadern i Sverige: 16 078

### Historisk utveckling
| Polska medborgare utan svenskt medborgarskap i Sverige 1973–2015 | Polska medborgare utan svenskt medborgarskap i Sverige 1973–2015 | Polska medborgare utan svenskt medborgarskap i Sverige 1973–2015 | Polska medborgare utan svenskt medborgarskap i Sverige 1973–2015 | Polska medborgare utan svenskt medborgarskap i Sverige 1973–2015 |
| ---------------------------------------------------------------- | ---------------------------------------------------------------- | ---------------------------------------------------------------- | ---------------------------------------------------------------- | ---------------------------------------------------------------- |
|                                                                  |                                                                  |                                                                  |                                                                  |                                                                  |
| År                                                               |                                                                  |                                                                  | Folkmängd                                                        |                                                                  |
| 1973                                                             | 1973                                                             |                                                                  | 6 138                                                            |                                                                  |
| 1975                                                             | 1975                                                             |                                                                  | 6 925                                                            |                                                                  |
| 1980                                                             | 1980                                                             |                                                                  | 10 337                                                           |                                                                  |
| 1985                                                             | 1985                                                             |                                                                  | 15 455                                                           |                                                                  |
| 1990                                                             | 1990                                                             |                                                                  | 15 672                                                           |                                                                  |
| 1995                                                             | 1995                                                             |                                                                  | 15 988                                                           |                                                                  |
| 2000                                                             | 2000                                                             |                                                                  | 16 667                                                           |                                                                  |
| 2005                                                             | 2005                                                             |                                                                  | 17 172                                                           |                                                                  |
| 2010                                                             | 2010                                                             |                                                                  | 40 882                                                           |                                                                  |
| 2015                                                             | 2015                                                             |                                                                  | 50 381                                                           |                                                                  |
| Anm.: Befolkning den 31 december respektive år.                  |                                                                  |                                                                  |                                                                  |                                                                  |

| Personer i Sverige födda i Polen 1930–2024 | Personer i Sverige födda i Polen 1930–2024 | Personer i Sverige födda i Polen 1930–2024 | Personer i Sverige födda i Polen 1930–2024 | Personer i Sverige födda i Polen 1930–2024 |
| --- | ------------------------------------------ | ------------------------------------------ | ------------------------------------------ | ------------------------------------------ |
| |                                            |                                            |                                            |                                            |
| År |                                            |                                            | Folkmängd                                  |                                            |
| 1930 | 1930                                       |                                            | 1 065                                      |                                            |
| 1950 | 1950                                       |                                            | 7 832                                      |                                            |
| 1960 | 1960                                       |                                            | 6 347                                      |                                            |
| 1970 | 1970                                       |                                            | 10 851                                     |                                            |
| 1980 | 1980                                       |                                            | 19 967                                     |                                            |
| 1990 | 1990                                       |                                            | 35 631                                     |                                            |
| 2000 | 2000                                       |                                            | 40 123                                     |                                            |
| 2001 | 2001                                       |                                            | 40 506                                     |                                            |
| 2002 | 2002                                       |                                            | 41 119                                     |                                            |
| 2003 | 2003                                       |                                            | 41 608                                     |                                            |
| 2004 | 2004                                       |                                            | 43 472                                     |                                            |
| 2005 | 2005                                       |                                            | 46 203                                     |                                            |
| 2006 | 2006                                       |                                            | 51 743                                     |                                            |
| 2007 | 2007                                       |                                            | 58 180                                     |                                            |
| 2008 | 2008                                       |                                            | 63 822                                     |                                            |
| 2009 | 2009                                       |                                            | 67 518                                     |                                            |
| 2010 | 2010                                       |                                            | 70 253                                     |                                            |
| 2011 | 2011                                       |                                            | 72 865                                     |                                            |
| 2012 | 2012                                       |                                            | 75 323                                     |                                            |
| 2013 | 2013                                       |                                            | 78 175                                     |                                            |
| 2014 | 2014                                       |                                            | 81 697                                     |                                            |
| 2015 | 2015                                       |                                            | 85 517                                     |                                            |
| 2016 | 2016                                       |                                            | 88 704                                     |                                            |
| 2017 | 2017                                       |                                            | 91 180                                     |                                            |
| 2018 | 2018                                       |                                            | 92 759                                     |                                            |
| 2019 | 2019                                       |                                            | 93 722                                     |                                            |
| 2020 | 2020                                       |                                            | 93 762                                     |                                            |
| 2021 | 2021                                       |                                            | 95 076                                     |                                            |
| 2022 | 2022                                       |                                            | 98 387                                     |                                            |
| 2023 | 2023                                       |                                            | 100 706                                    |                                            |
| 2024 | 2024                                       |                                            | 100 062                                    |                                            |
| Anm.: Befolkning den 31 december respektive år förutom åren 1960 och 1970 som avser förhållandet den 1 november och år 1980 som avser förhållandet den 15 september. |                                            |                                            |                                            |                                            |